# Knut Frydenlund
Knut Frydenlund (31. marts 1927 i Drammen – 26. februar 1987 i Oslo) var en norsk forfatter og politiker (Arbeiderpartiet), der var landets udenrigsminister 1973-1981 og igen fra maj 1986 til sin død.
Frydenlund blev i 1950 cand.jur. og indledte i 1952 en karriere indenfor diplomatiet; først som attaché og senere som sekretær ved Norges ambassade i Bonn 1953-1955. I 1956 vendte han hjem til Norge, hvor han blev sekretær og konsulent ved Utenriksdepartementet. I 1962 blev han presseråd ved ambassaden i Bruxelles, hvilket han var frem til 1965. Fra 1963 til 1965 var han desuden fast repræsentant ved Europarådet. Han var kontorchef i Utenriksdepartementet 1966-1967 og konsulent i Arbeiderbevegelsen til 1969.
Han blev valgt til Stortinget i 1969, hvor han sad til 1989, og blev udenrigsminister i 1973. Da Arbeiderpartiet tabte regeringsmagten i 1981, blev han efterfulgt af Svenn Thorkild Stray, men blev atter udenrigsminister, da partiet i 1986 dannede regering. Han kollapsede i Oslo Lufthavn, Fornebu på vej hjem fra et møde i Nordisk Råd i Helsinki og døde senere på Ullevål universitetssygehus. 
Knut Frydenlund er bortset fra Halvard Lange den udenrigsminister, der i efterkrigstiden har beklædt embedet længst tid. Han var minister under tre statsministre: Trygve Bratteli, Odvar Nordli og Gro Harlem Brundtland. Sammen med Thorvald Stoltenberg og Johan Jørgen Holst regnes Frydenlund for at være arkitekten bag Arbeiderpartiets udenrigspolitiske linje fra 1976. Politisk var han stærk fortaler for norsk medlemskab af EF i 1972. Han udgav fra 1962 til 1987 i alt ti bøger om udenrigspolitiske emner.